# Toke (sø)
Toke eller Tokke er en sø i Drangedal kommune i Vestfold og Telemark, bestående af øvre og nedre Toke som er forbundet via «Straumen». I nordenden af øvre Toke ligger kommunecenteret Prestestranda. I syd strækker nedre Toke sig ind i Bamble (Rørholtfjorden) og i Kragerø, hvor den har sit udløb i Lundereidelva mod Dalsfoss kraftverk. Søen, med sine tilløb, udgør det meste af Kragerøvassdraget.
Med sit vandspejl på ca. 30 km² og et afvandingsområde på 1.239 km² er Toke et Telemarks større vandområder. Den ca 185 km lange strandlinje, som i stor grad består af gammel havbund med ler og finsand, er stærkt udsat for erosion pga. regulering for kraftproduktion.
Med sin lange strandlinje og utallige større og mindre øer og «kiler» er Toke et eldorado for bådfolk og sportsfiskere. Her finnes både ørred, fjeldørred, sik og aborre.
Både Tokke og Toke er officielt godkendte stavemåder. Navnet udtales både tok`ke og to`ke.

## Historie
Efter sidste istid, for omkring 9.500 år siden, stod havet langs Telemarkskysten omtrent 100 meter højere end i dag. Hvor Toke ligger, strakte «Drangedalsfjorden» sig 60 km ind i landet fra Kragerø, gennem Drangedal og helt op til Bø i Tørdal.
Men landet hævede sig hurtigt, efter at tyngden fra isen forsvandt, og efter ca. 1000 år blev Toke liggende tilbage som en sø, som den er i dag. På bunden af Rørholtfjorden, ca 90 m under havets overflade, findes der fortsat et 10-12 meter lag med saltvand fra den tid.
Helt siden de første folk kom til denne del af landet for omtrent 9000 år siden og helt op til vor tid har Toke været en hovedfærdselsåre mellem havet og indlandet for de, som har holdt til i området. Spor fra både ældre og yngre stenalder er fundet spredt langs bredderne og på øerne over hele søen, og gravhøje fra bronze- og jernalder er et almindeligt syn langs vandkanten.

### Bådtrafikken
«Straumen» mellem øvre og nedre Toke blev «kanaliseret» i 1864 for at muliggøre trafik med større både, og for at lette tømmerflådningen. Dampskibstrafikken startede samme år med DS «Tokedølen» som trafikerede strækningen Prestestranda–Merkebekk. I efteråret 1888 kom den mere luksuriøse DS «Turist» med i trafikken. Ejeren af denne båd, Halvor H. Strømme, havde planer om at kanalisere strækningen fra Merkebekk ned til havet, men dette blev aldrig til noget.
«Tokedølen» gik ud af fast trafik omkring 1923, mens «Turist» holdt det gående til 1929. Da havde tog og rutebiler overtaget det meste af transporten. Det, som var af transport på Toke, blev efter dette varetaget af bugserbåde og lægtere.
Biltrafikken til Grenland var afhængig af færgetransport over nedre Toke fra Vefall til Kjenndalen over Vefallsundet. Denne strækning blev betjent af færgemand Karl Straume. Først med pramme i øgende størrelse, derefter med selvbyggede færger. Den sidste færge, «Vefaldsund II», stoppede, da RV356 blev anlagt på østsiden af Tokke og over Straume bru og åbnede for trafik den 15. december 1967. Den kan i dag ses på Norsk vegmuseum ved Hunderfossen.

### Reguleringen
Omkring 1530 kom der vanddrevne save til dette området, og savværker og udskibning af tømmer fik en kraftig opblomstring. I tidligere tider var skoven mest til husbrug, men nu kunne den omsættes i klingende mønt. Selv den mindste elv, som løb ud i Toke, blev opdæmmet til tømmerflådning og savdrift, også Tokes udløb til Lundereidelven ned mod Kragerø, hvor der fandtes flere «saugbruk» som benyttede sig af vandkraften, før den løb ud i havet.